# Cueva
El cueva és una llengua poc testimoniada i sovint  mal classificada i extingida llengua indígena del Panamà. El poble cueva va ser exterminat entre 1510 i 1535 durant la colonització espanyola. Durant els segles XVII i XVIII els kuna van repoblar la zona dels cueva.

## Classificació
Loukotka (1968) la identifica erròniament un vocabulari kuna del Darién com a cueva, provocant la confusió del cueva amb el kuna en la literatura posterior (ex. Greenberg 1987, Whitehead 1999, Ethnologue 2009), amb alguns autors que van informar que el cueva era un dialecte o avantpassat de la llengua kuna (Adelaar & Muysken 2004:62). La llengua i la cultura kunes són molt diferents del cueva.
Loewen (1963) i Constenla Umaña & Margery Peña (1991) han suggerit una connexió entre el cueva i la família de llengües chocó.